# 克拉嫩湖
51°47′03″N 6°56′54″E / 51.7842°N 6.9484°E

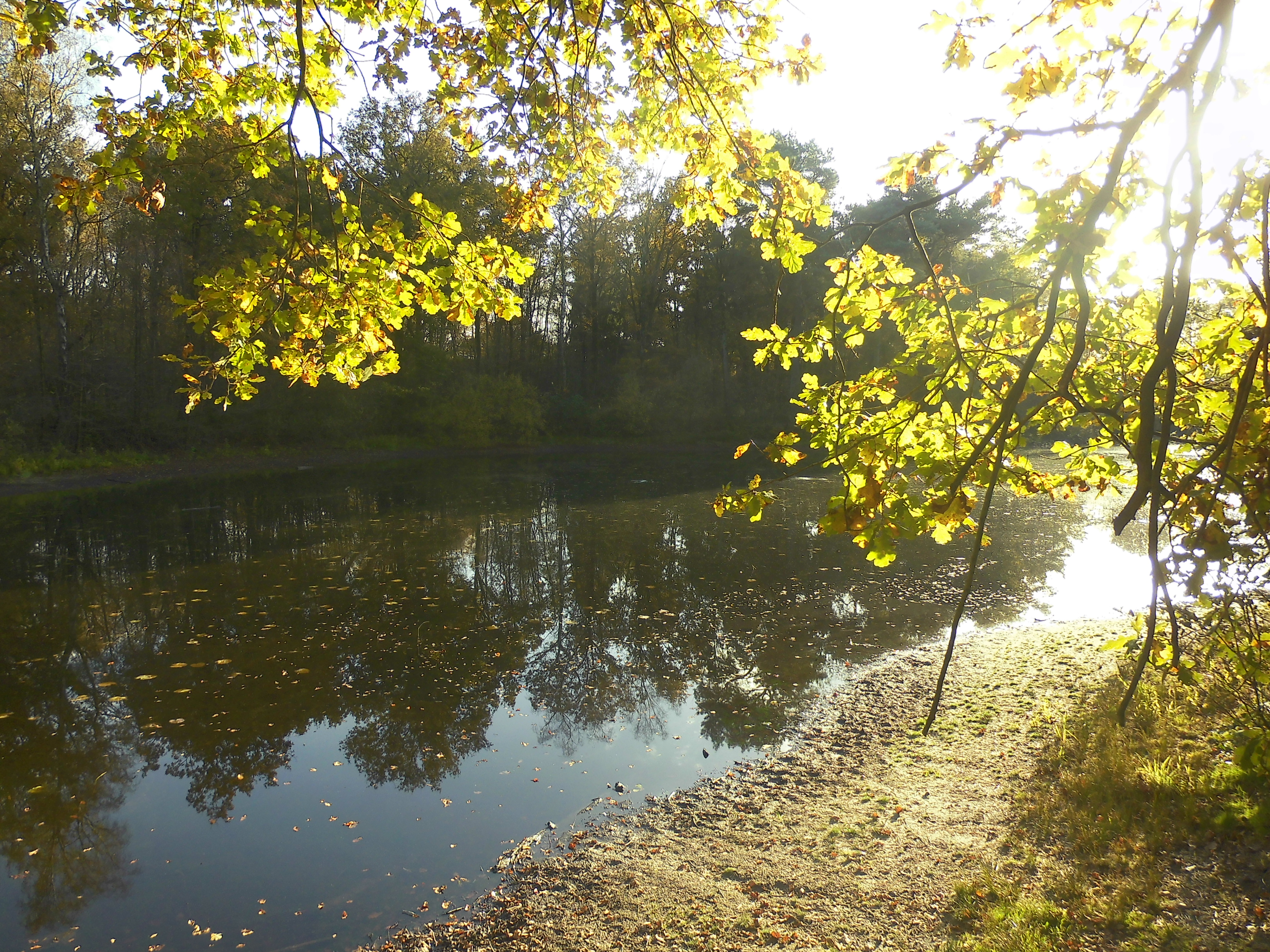

克拉嫩湖（德語：Kranenmeer），是德國的湖泊，位於該國西部，由北萊茵-威斯特法倫州負責管轄，處於博爾肯郡，長0.21公里、寬0.05公里，面積0.007平方公里，湖岸線長度0.5公里。